# Nedim Filipović
Prof. dr. Nedim Filipović (Glamoč, Bosna i Hercegovina, 7. veljače 1915. – Sarajevo, 21. travnja 1984.) bosanskohercegovački znanstvenik, intelektualac, orientalist, filolog, turkolog, povjesičar-osmanist, akademik.
Bio je redovni profesor na Filozofskom fakultetu u Sarajevu. Dobitnik najviših društvenih priznanja. Redovni član Akademije znanosti i umjetnosti Bosne i Hercegovine (AZUBiH). Član Centra za balkanološka ispitivanja AZUBiH. Urednik posebnih izdanja Odjeljenja društvenih znanosti AZUBiH. Potpredsjednik AZUBiH. Studirao orijentalne jezike i nacionalnu povijest s jugoslavenskom književnošću i staroslovenskim jezikom na Filolozovskom fakultetu Sveučilišta u Beogradu i na Filozofskom fakultetu u Istanbulu. Diplomirao na Filozofskom fakultetu u Beogradu 1939. godine. Znanstvenu karijeru, na Sveučilištu u Sarajevu, započeo je 1950. godine u zvanju docenta na predmetima Turski jezik i Turska književnost, 1964. je biran za izvanrednog profesora, 1969. je biran za redovnog profesora na istim predmetima, te na predmetu Orijentalno-islamska civilizacija. Povremeno je držao nastavu i na predmetima Osmanski jezik i Osmanska diplomatika i paleografija. Za dopisnog člana AZUBiH izabran je 1969., a za redovnog člana 1973. godine. Njegov znanstvenoistraživački rad kretao se u širokoj lepezi različitih disciplina u području klasične orijentalne filologije i povijesti, a posebno unutar osmanistike, turkologije i povijesnih znanosti. Jedan je od osnivača Odsjeka za orijentalnu filologiju Filozofskog fakulteta u Sarajevu, Orijentalnog instituta u Sarajevu te pokretač suvremenih orijentalističkih studija u Bosni i Hercegovini. Ekspert za proces islamizacije u BiH i odnosa unutar BiH za vrijeme Osmanskog carstva. Pisac je brojnih knjiga i znanstvenih radova. Njegovo kapitalno djelo je „Princ Musa i šejh Bedredin“ (1971). Smatra se najvažnijom stručnjakom za osmansko razdoblje s ovih prostora. Pokopan je u Sarajevu na groblju "Bare". Ulica u Sarajevu nosi njegovo ime.